# Château et basilique de Fontaine-lès-Dijon
Pour les articles homonymes, voir Château de Fontaine.
Le château de Fontaine-lès-Dijon est un château du XIe siècle (profondément remanié au cours des siècles) à Fontaine-lès-Dijon près de Dijon en Côte-d'Or, Bourgogne-Franche-Comté. Le château et l'église accolée ont été bâtis en 1090 sur le lieu de naissance de Bernard de Clairvaux. Une basilique du XIXe siècle, non consacrée, a été accolée au château.
Château, basilique et église Saint-Bernard encadrent la grande esplanade de la place des Feuillants, pour former le site Saint-Bernard.
Le couvent et la basilique Saint-Bernard sont inscrits au titre des monuments historiques en 1988.

## Historique
Au XIe siècle un château est construit sur la butte de Fontaine-lès-Dijon pour surveiller l'entrée de la route de Dijon/Châtillon-sur-Seine par le seigneur de Fontaines et chevalier Tescelin le Roux (Tescelin Sorrel), issu de Châtillon-sur-Seine et vassal du duc Eudes Ier de Bourgogne. Tescelin le Roux épouse Sainte Alèthe de Montbard avec qui il a sept enfants dont Bernard de Clairvaux né en 1090, Saint Gérard de Clairvaux et Sainte Ombeline de Jully...

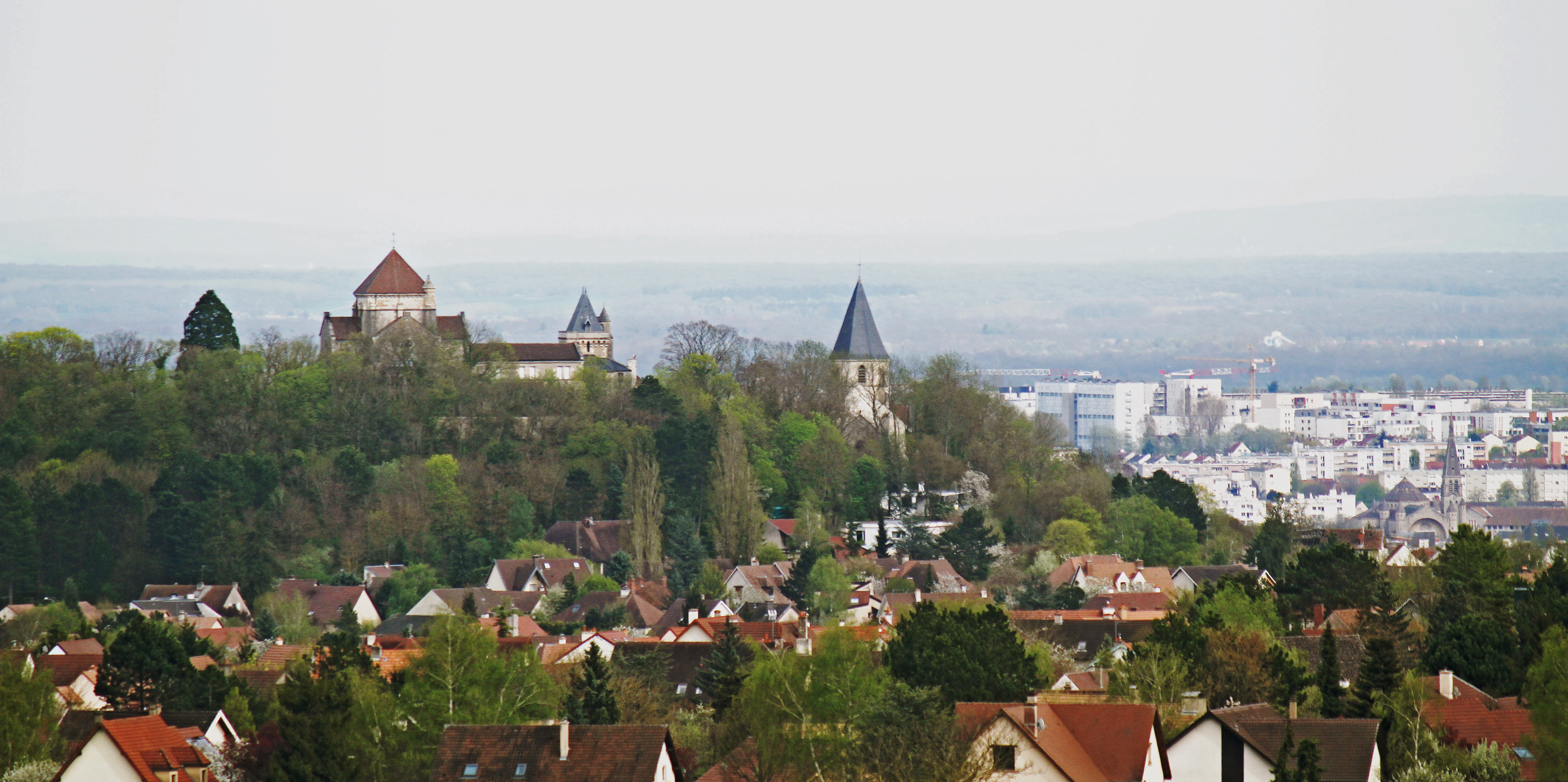
Butte de Fontaine devant la plaine de Dijon.
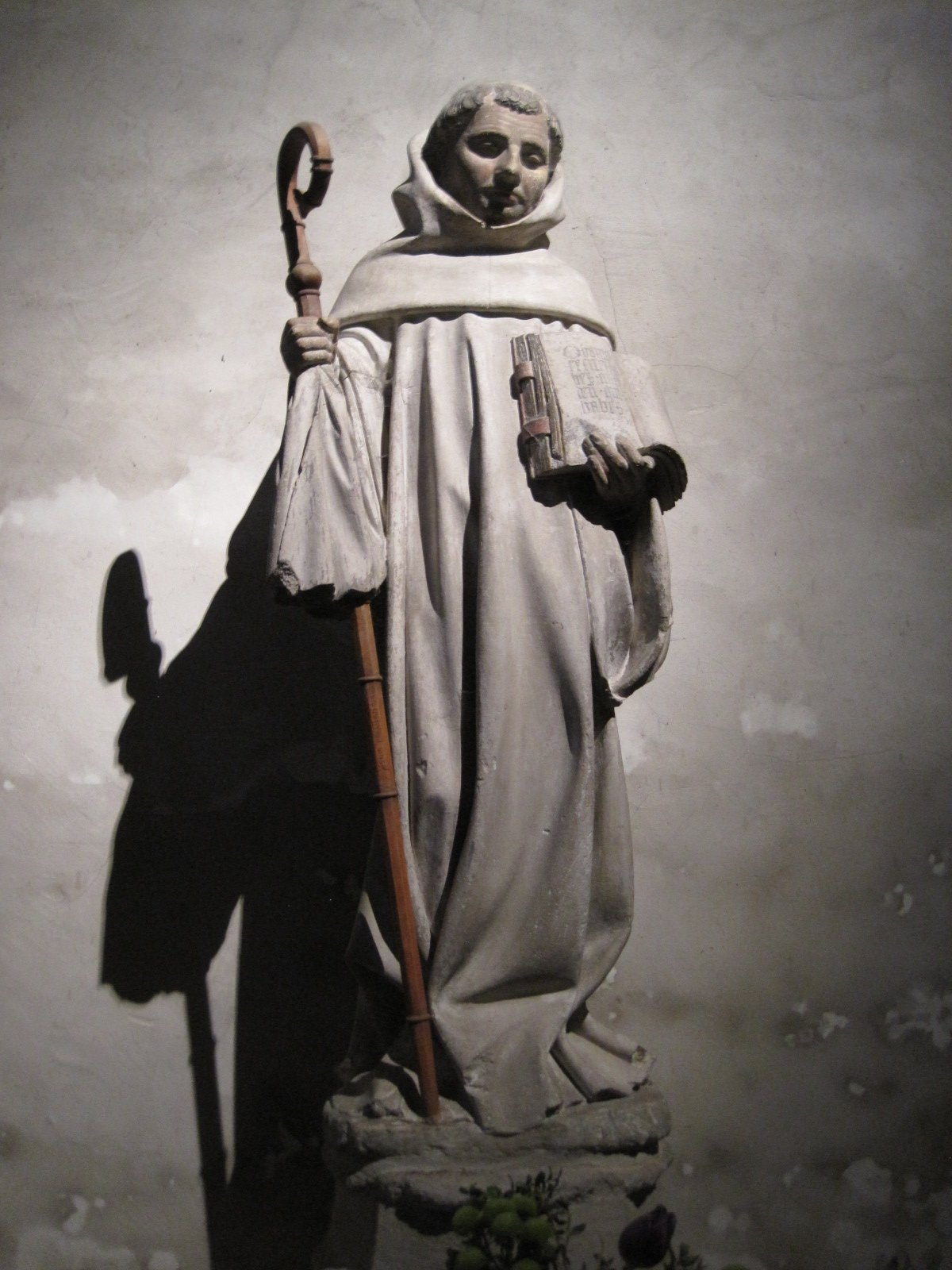
Bernard de Clairvaux de l'église Saint-Bernard.
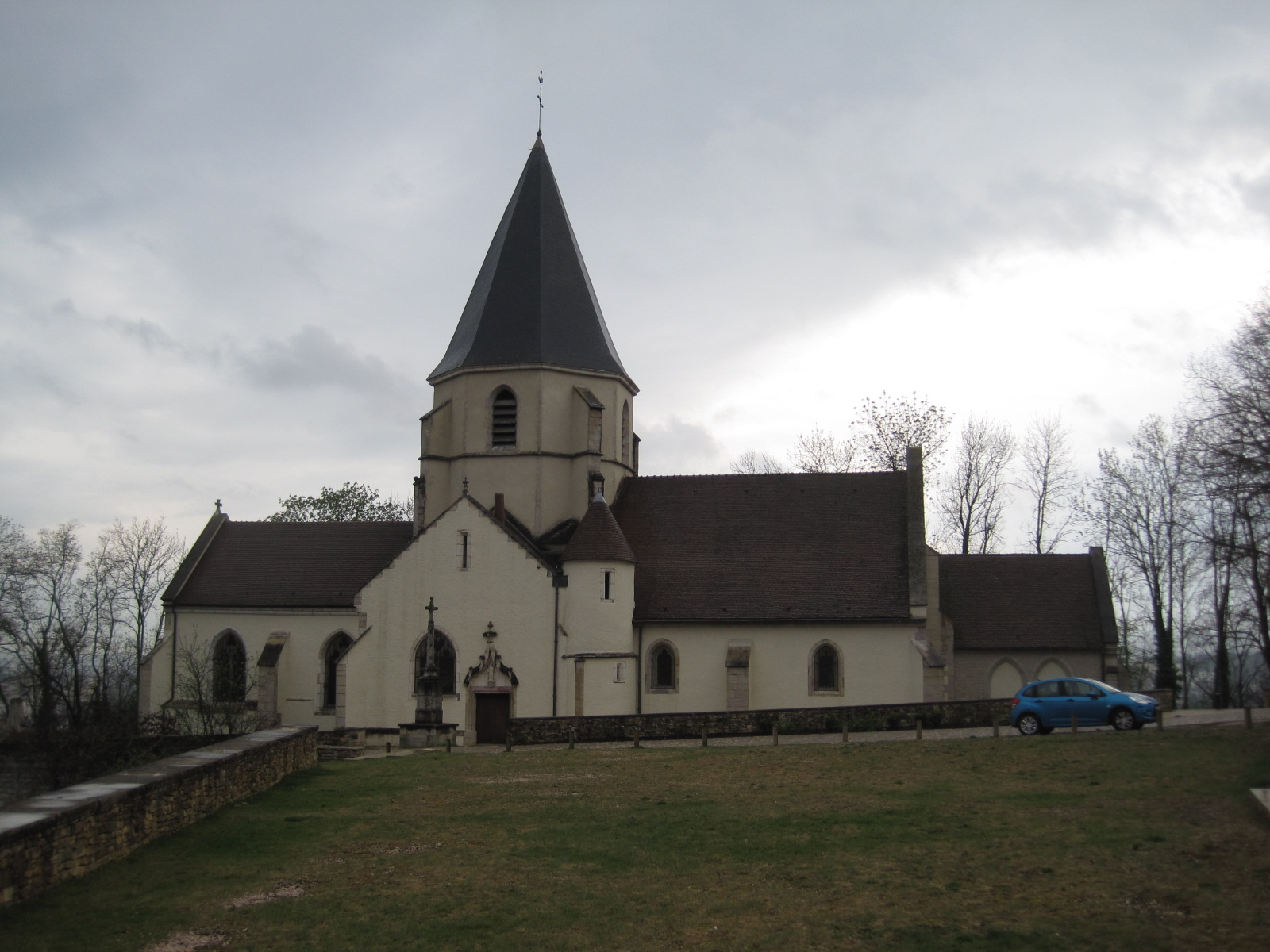
Église Saint-Bernard de Fontaine-lès-Dijon.
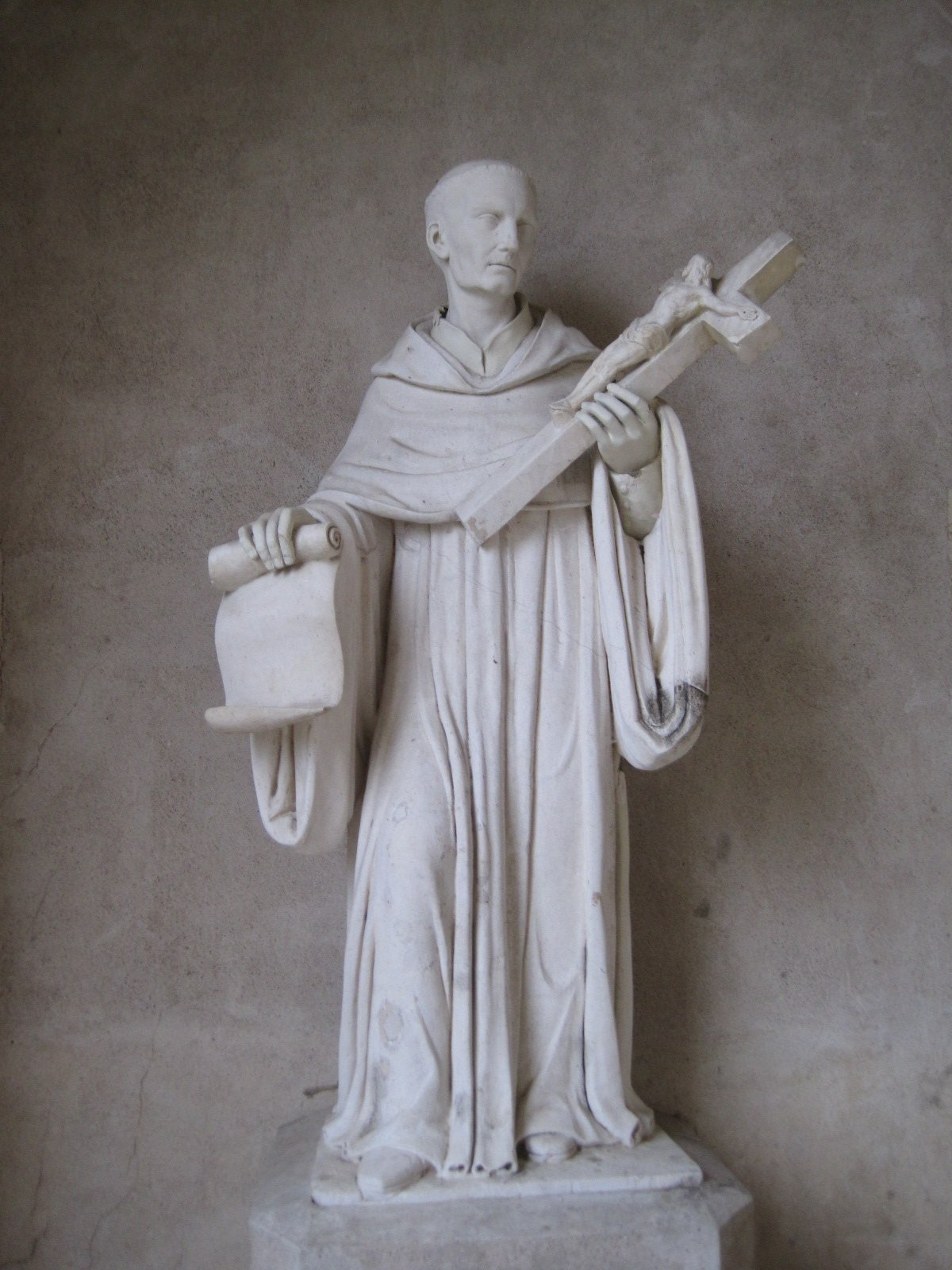
Bernard de Clairvaux à l'entrée du château.
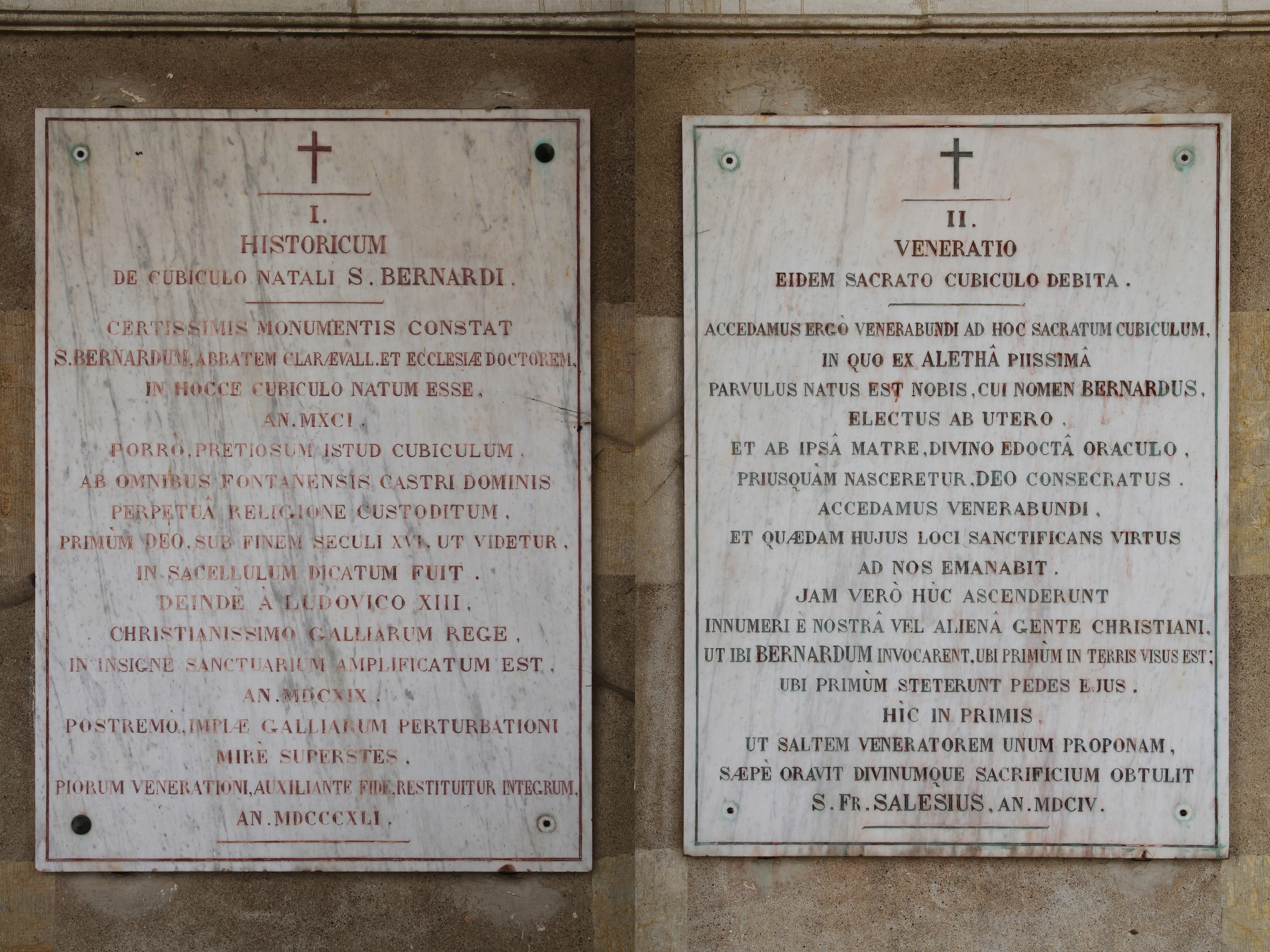
Plaques I et II en latin pour le souvenir de Saint Bernard.
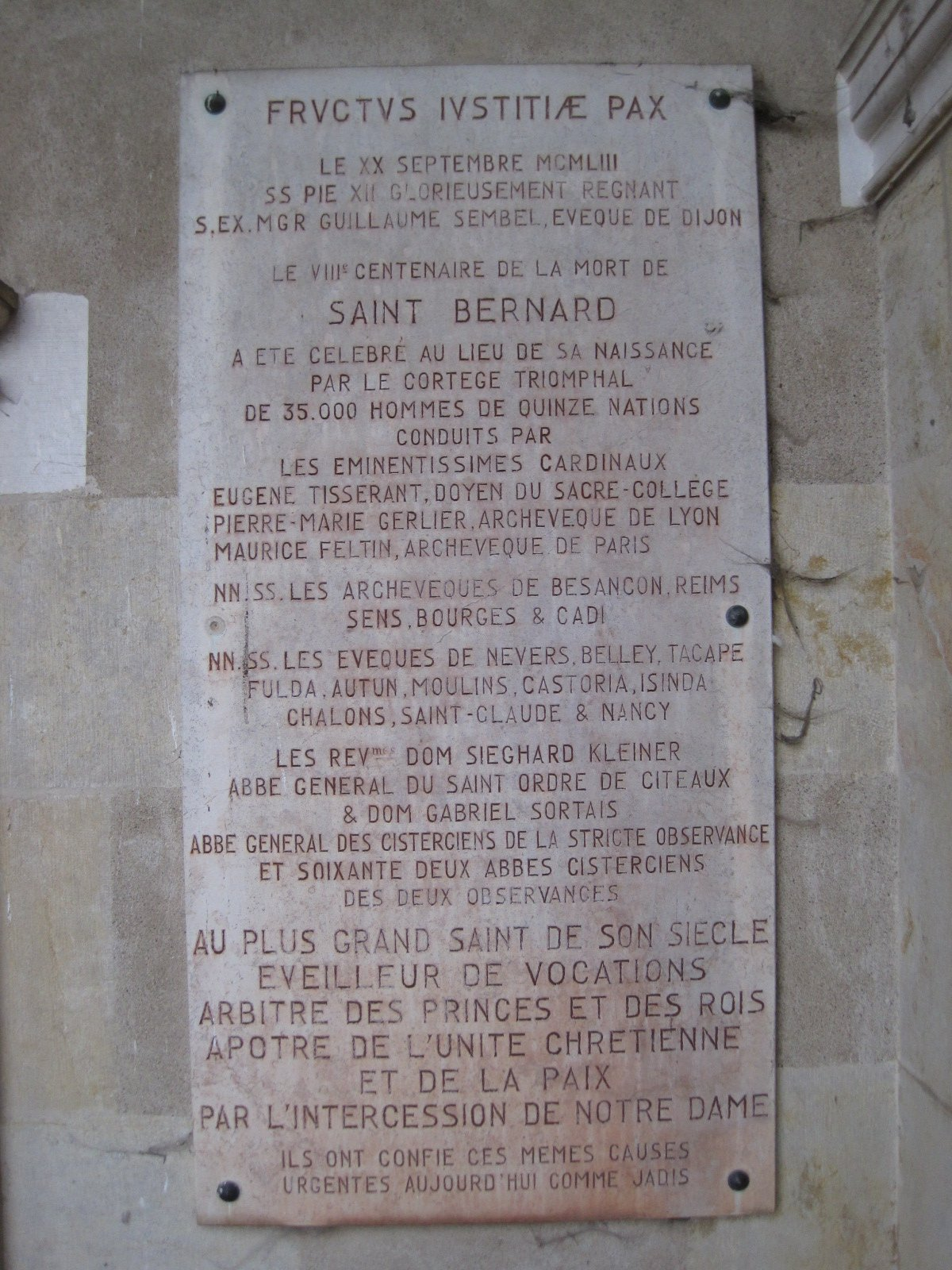
Plaque du 8e centenaire de la naissance de Saint Bernard.

En 1102 Sainte Alèthe fait édifier une chapelle dédiée à saint Ambrosinien face au château (au XIVe et au XVIe siècle l'église Saint-Bernard de Fontaine-lès-Dijon est construite sur l'emplacement de la chapelle).
Jusqu’au XIVe siècle la seigneurie de Fontaine et le château appartiennent aux descendants de Tescelin le Roux avec les Sombernon-Fontaine (XIIe s.), les Saulx-Fontaine (XIIe–XIVe s.) et les Marey-Fontaine (XIVe s.).
En 1462 Bernard de Marey donne sa part de seigneurie à l’abbaye de Cîteaux qui y établit une chapelle. Puis le fief et le château sont transmis aux familles Rolin, Rochefort...
Le château est modifié à plusieurs reprises jusqu’au XVIe siècle.
En 1613 l'ordre des Feuillants achète le domaine et le château à Joachim de Damas. En 1618 le château devient un oratoire qui, bénéficiant de la protection par le roi Louis XIII (grand dévot de Bernard de Clairvaux), prend le titre de monastère royal. Le château est modifié avec l'ajout de deux chapelles de style Renaissance : la chapelle Saint-Louis et la chapelle Notre-Dame-de-Toutes-Grâces, décorées aux armes du roi Louis XIII et de la reine Anne d’Autriche.
À la révolution française les bâtiments sont abandonnés jusqu'en 1821 et le monastère royal est démonté pierre par pierre par des entrepreneurs privés pour utiliser les matériaux.
En 1840 le chanoine Renault achète les ruines et les rend au culte. En 1881 a lieu une importante restauration.
En 1891 l'« église du centenaire » est construite accolée au château pour le huitième centenaire de la naissance de saint Bernard. Appelée basilique, elle n'a jamais été consacrée, ne reçu jamais le titre honorifique officiel du Saint-Siège de basilique et ne reçoit un toit définitif qu'en 1991 à l'occasion du « neuvième centenaire de la naissance de Saint-Bernard ».
Les ruines sont rénovées fin XIXe siècle par l'abbé Christian de Bretenières (1840-1914) et prennent l’aspect qu'elles ont encore aujourd'hui.
De 1919 à 1978, l'ensemble est occupé par les Rédemptoristes puis en 2002 par les Frères de la Résurrection et la Fraternité sacerdotale Saint-Pierre. En 2021, à la suite de la décision de Monseigneur Roland Minnerath de chasser la Fraternité sacerdotale Saint-Pierre de Dijon, l'utilisation de la basilique est confiée aux Chanoines de l'Institut du Christ-Roi Souverain Prêtre.

### La Basilique Saint-Bernard

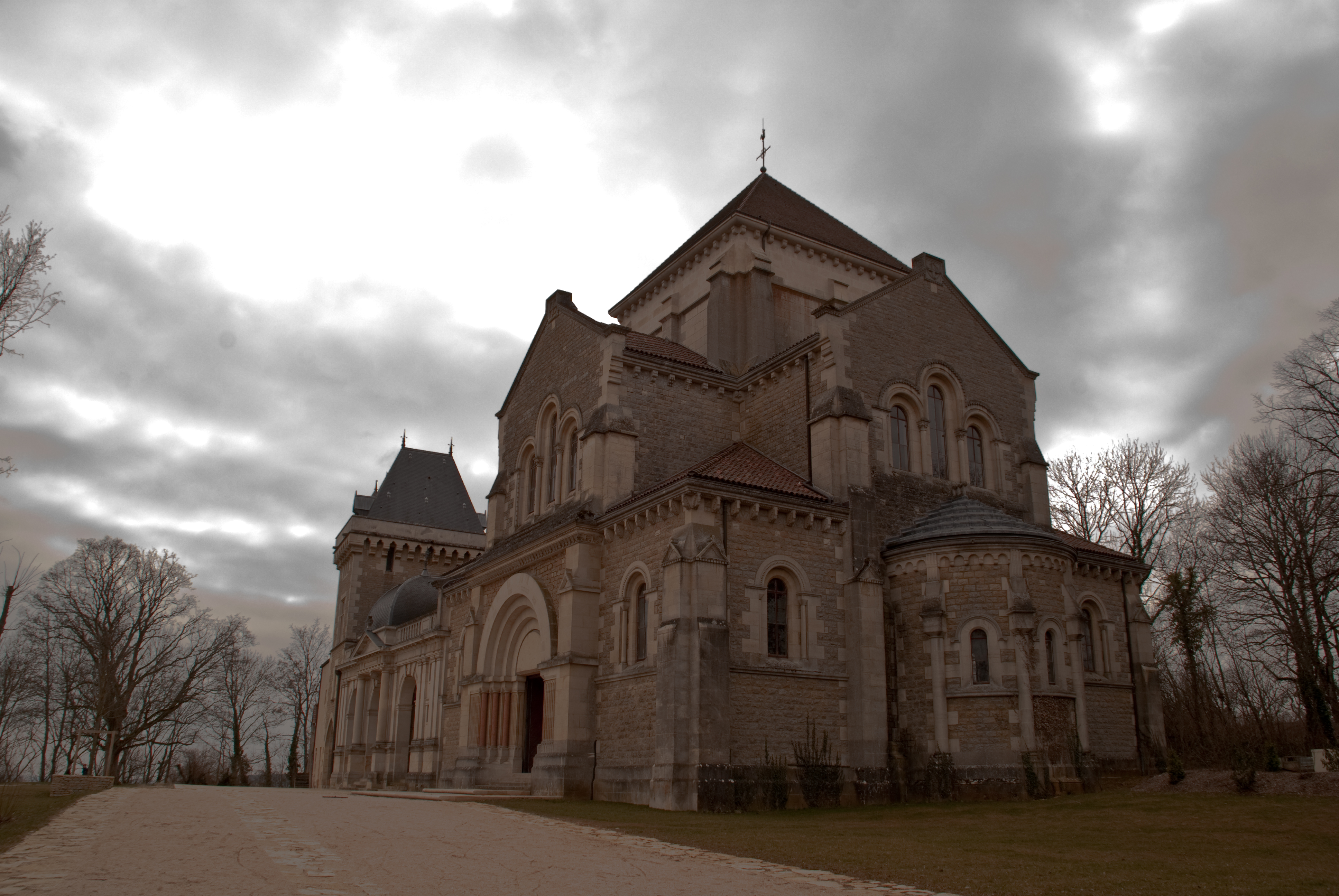
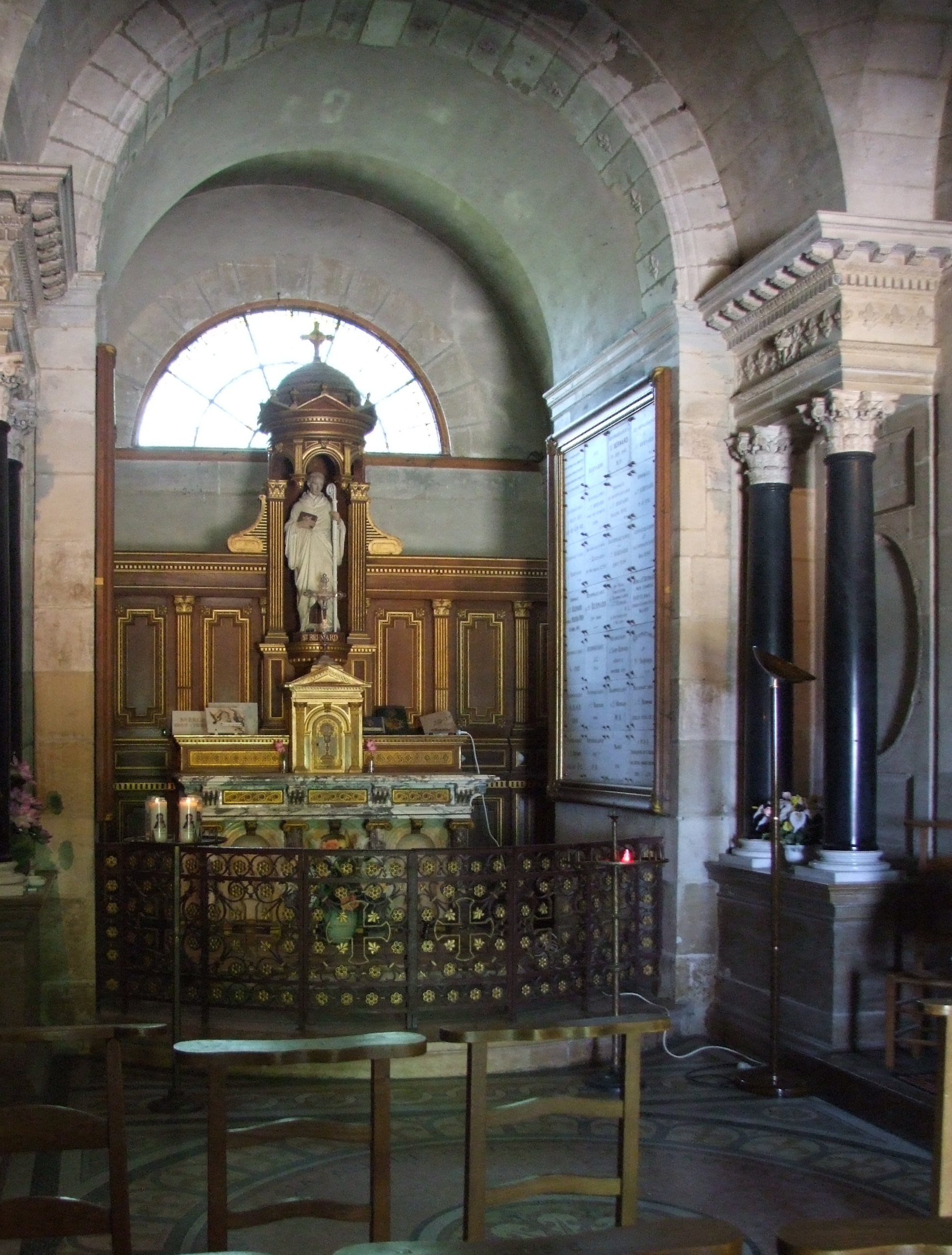
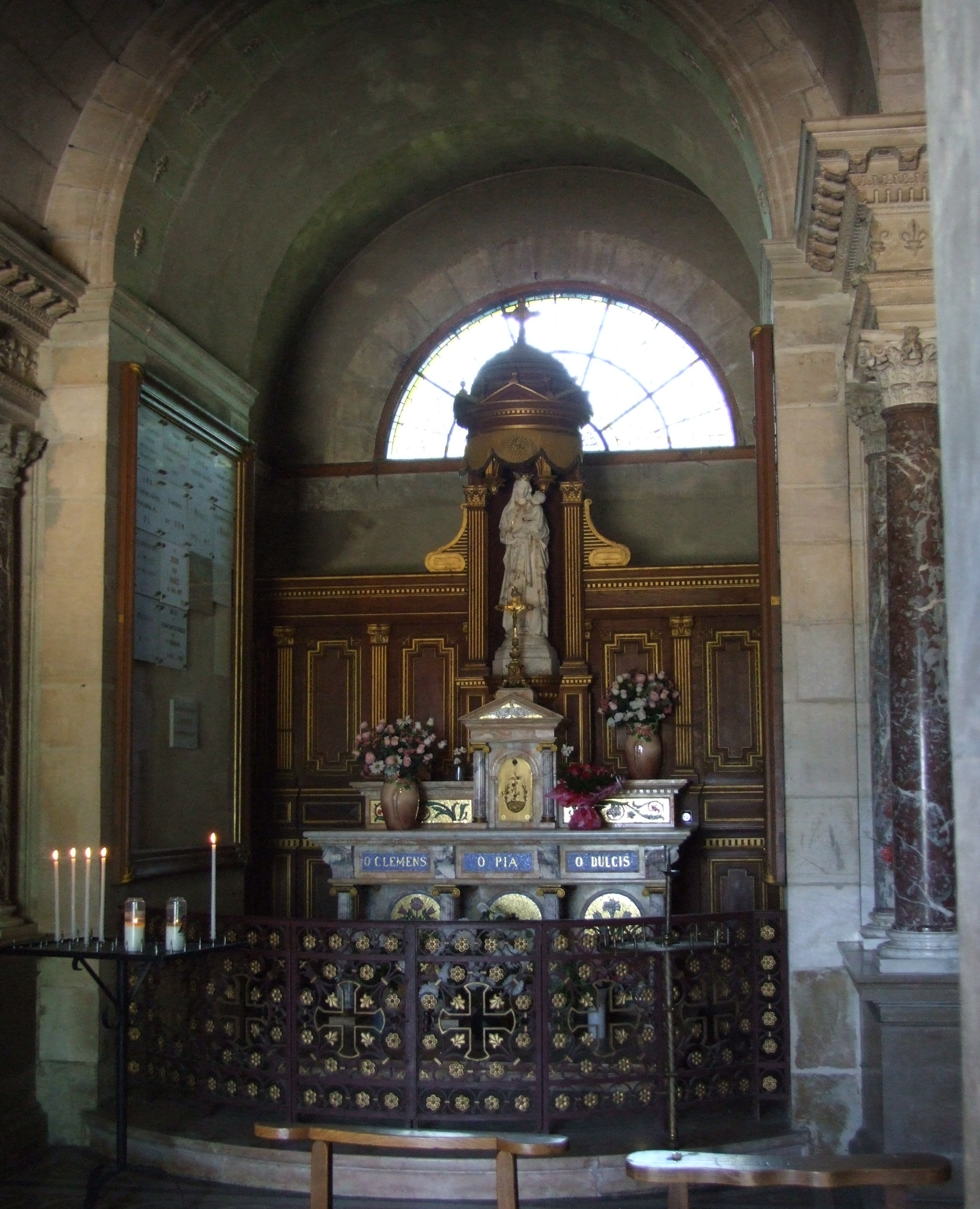
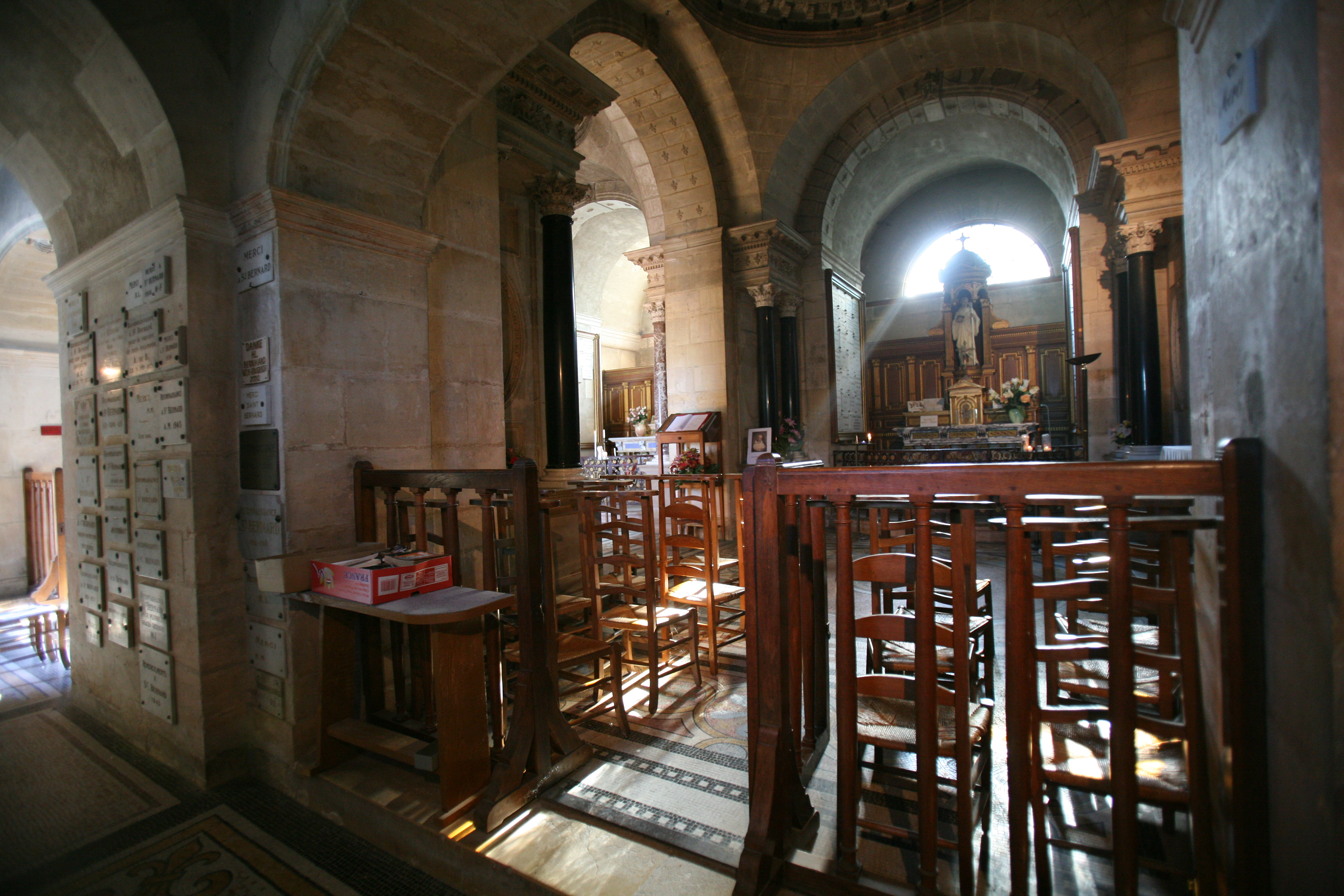
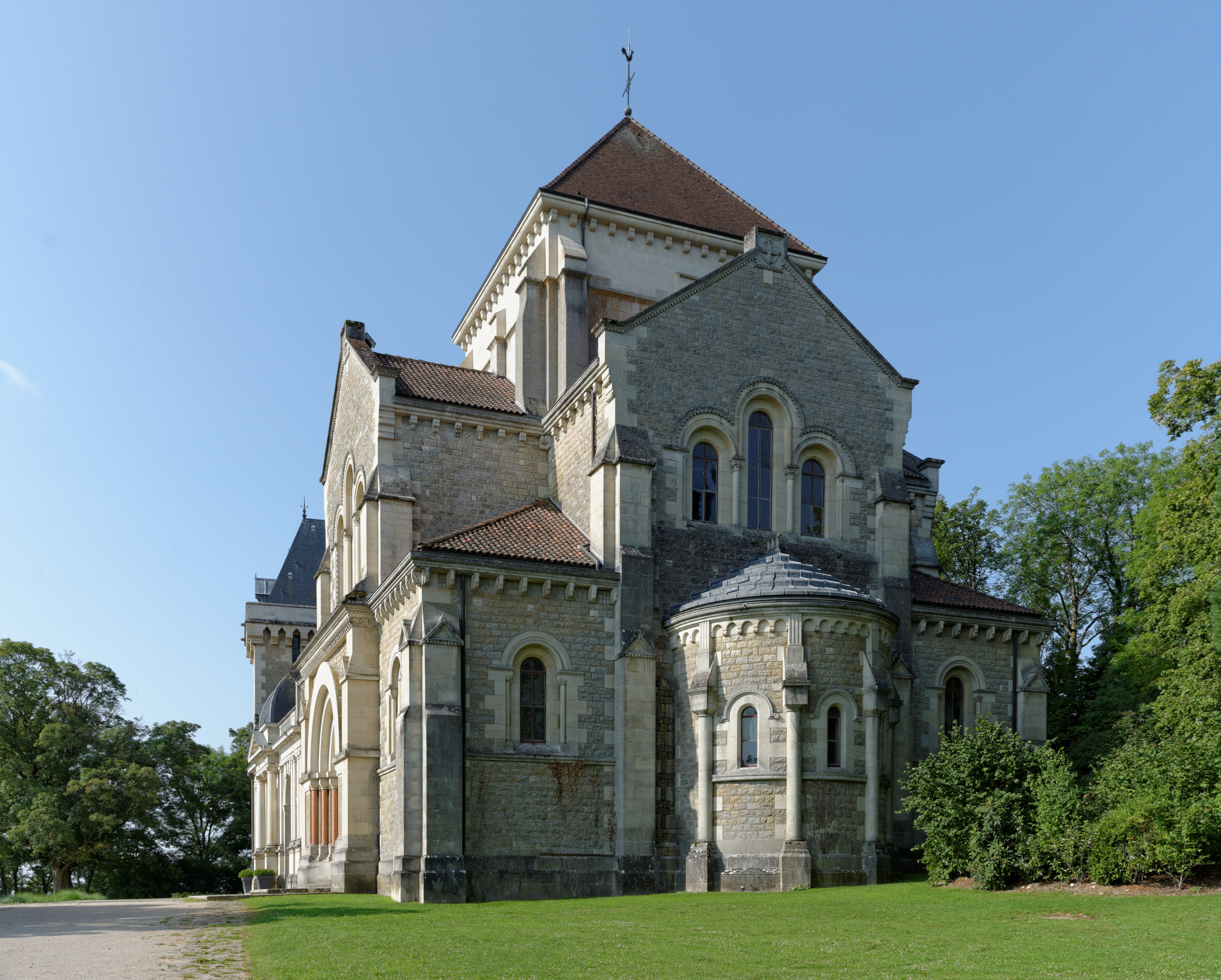

### Le Château

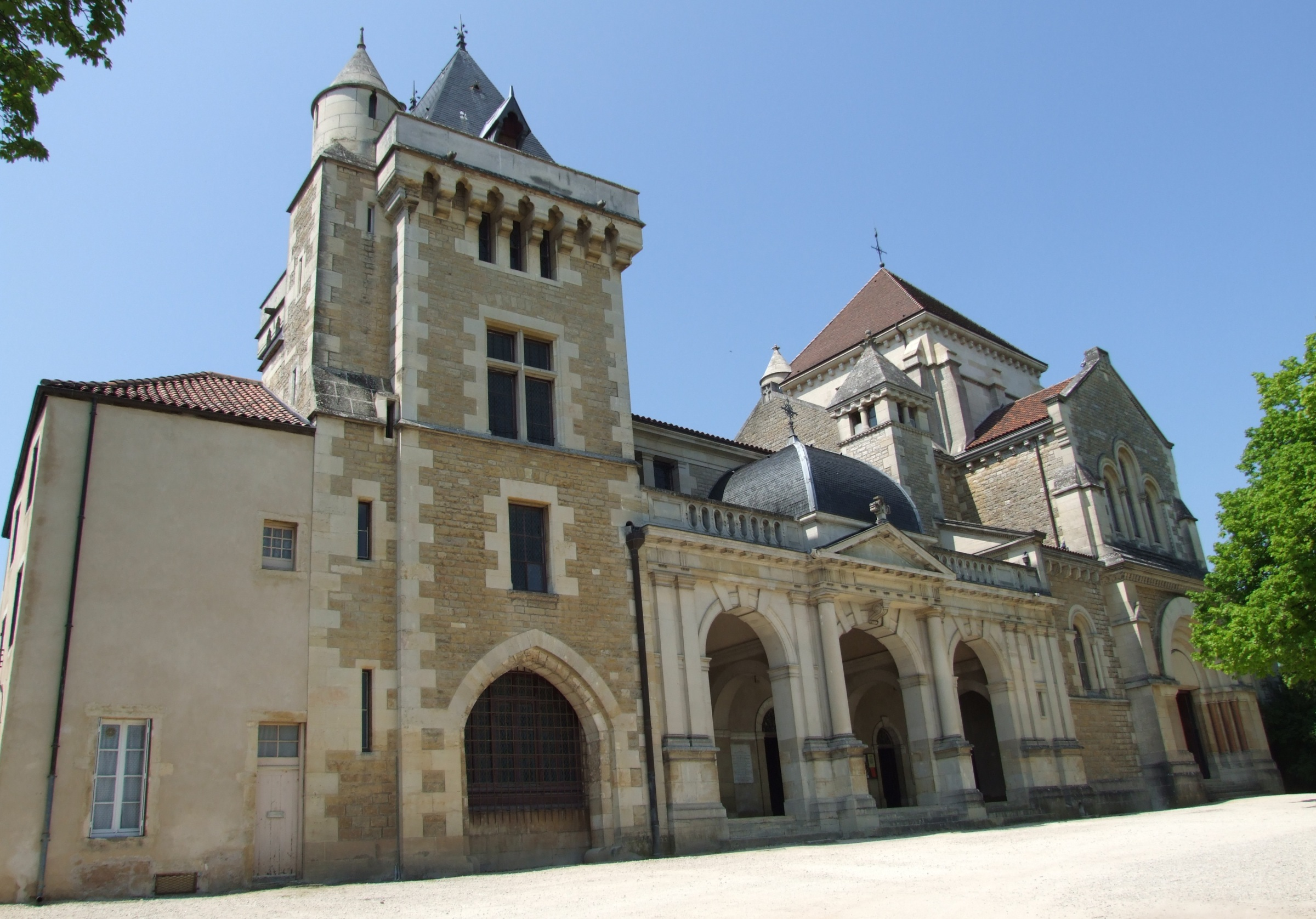
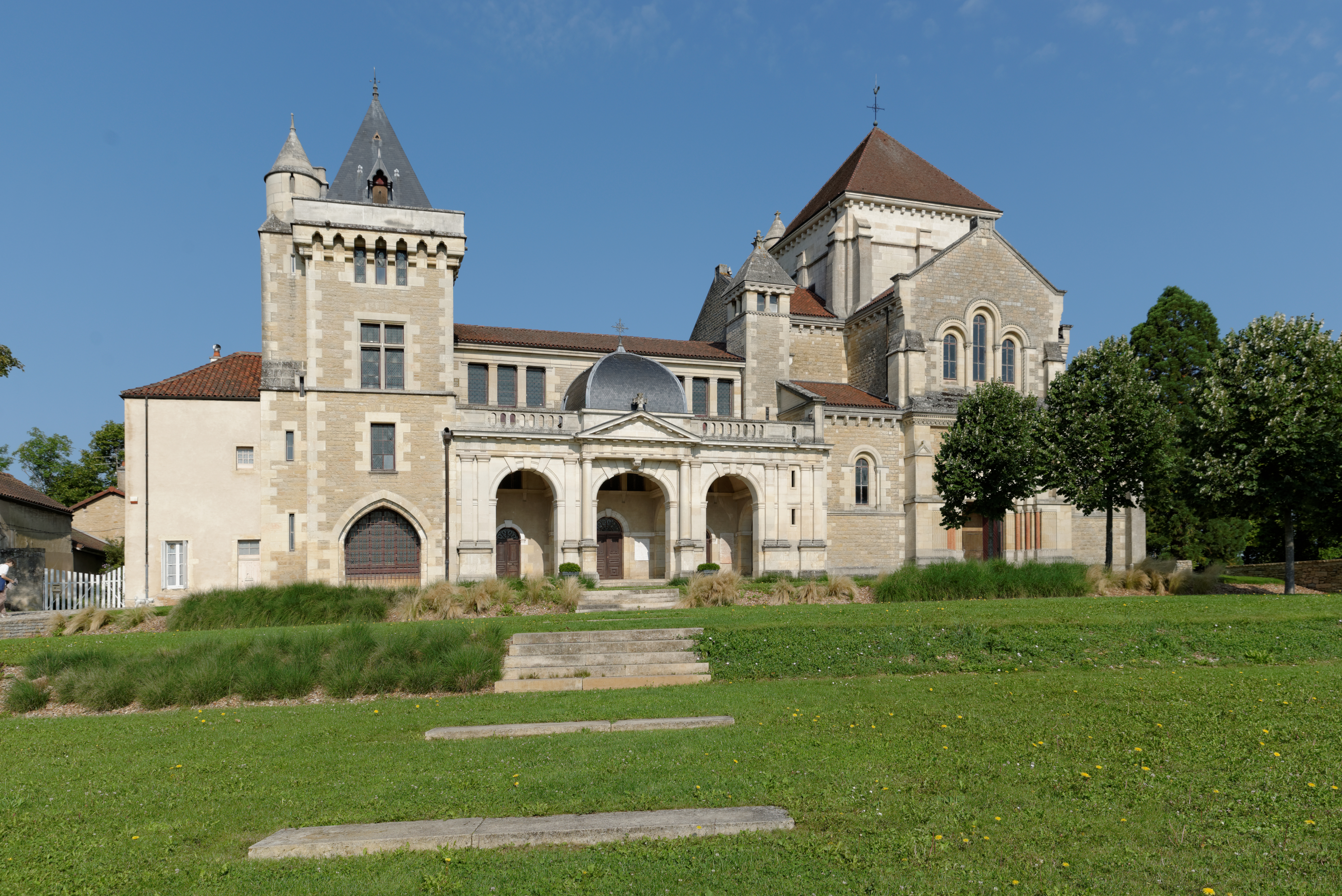

## Galerie

### Les extérieurs

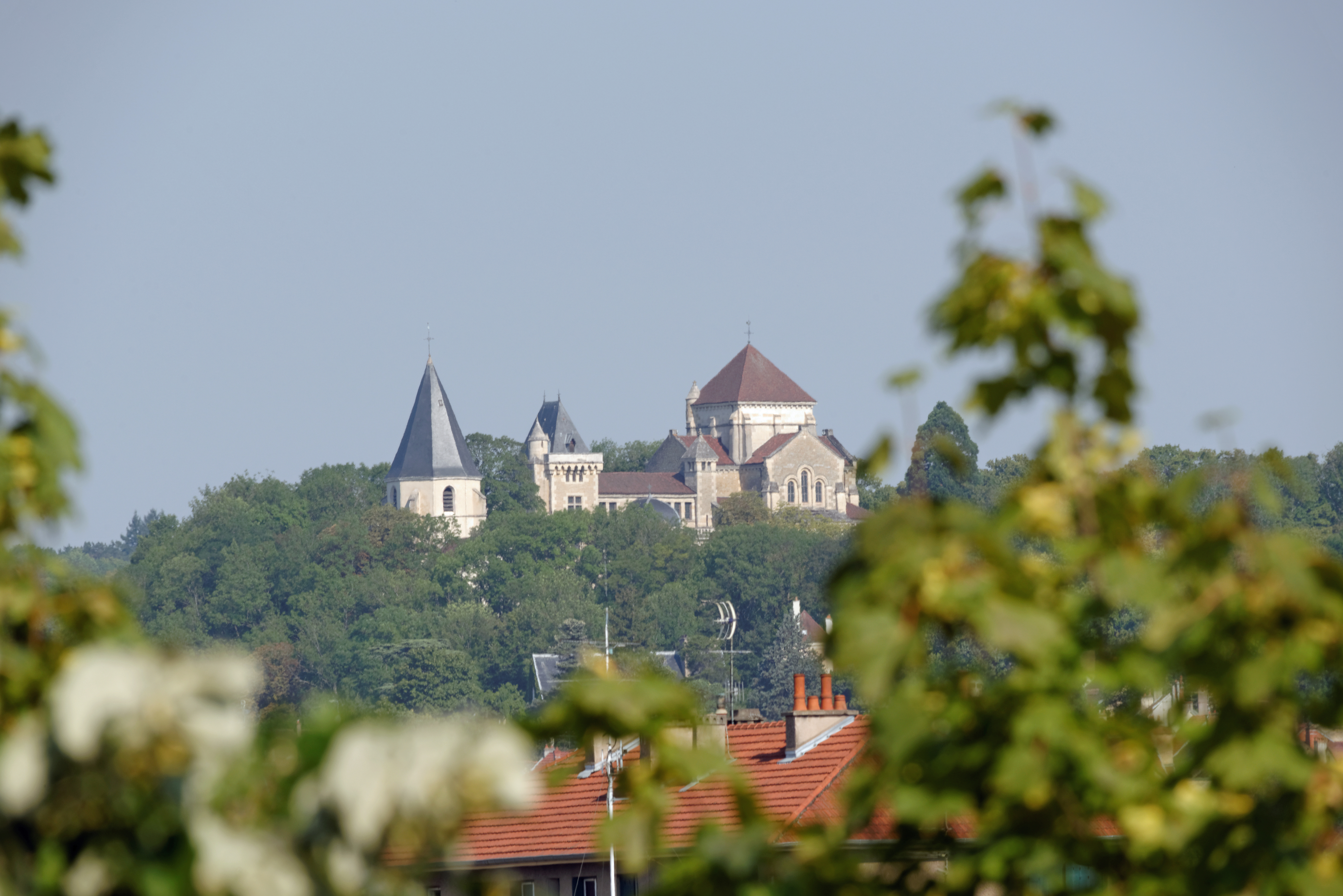
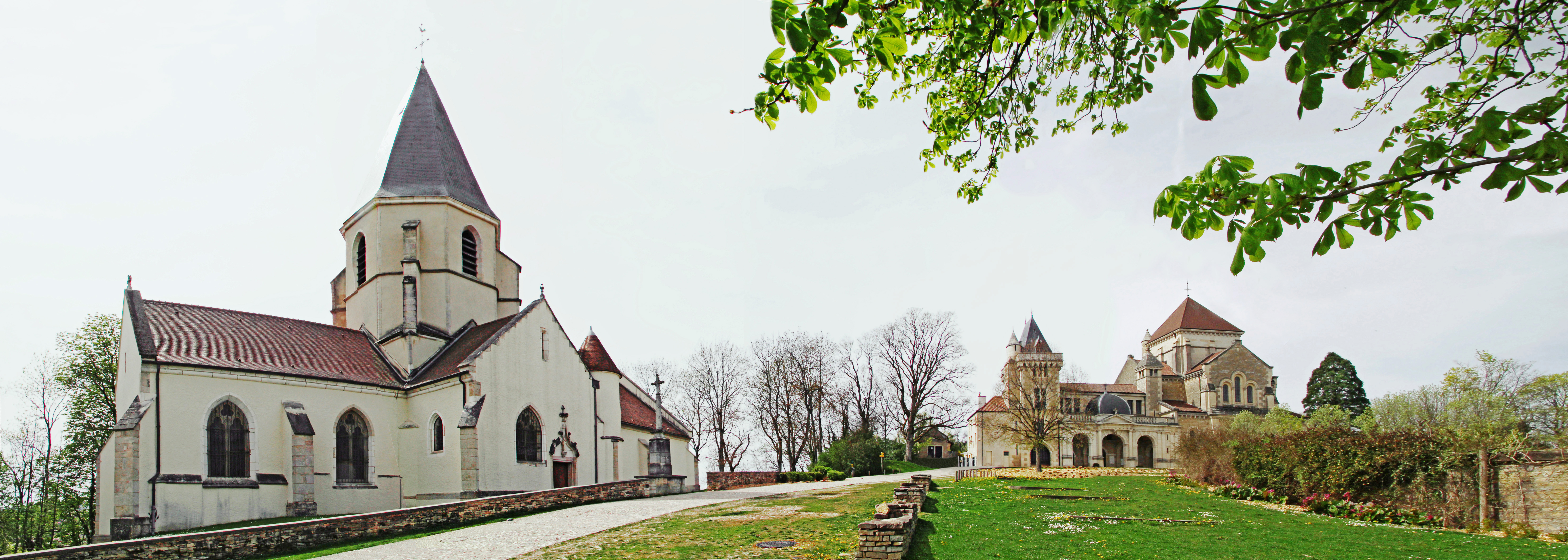
Site Saint-Bernard.
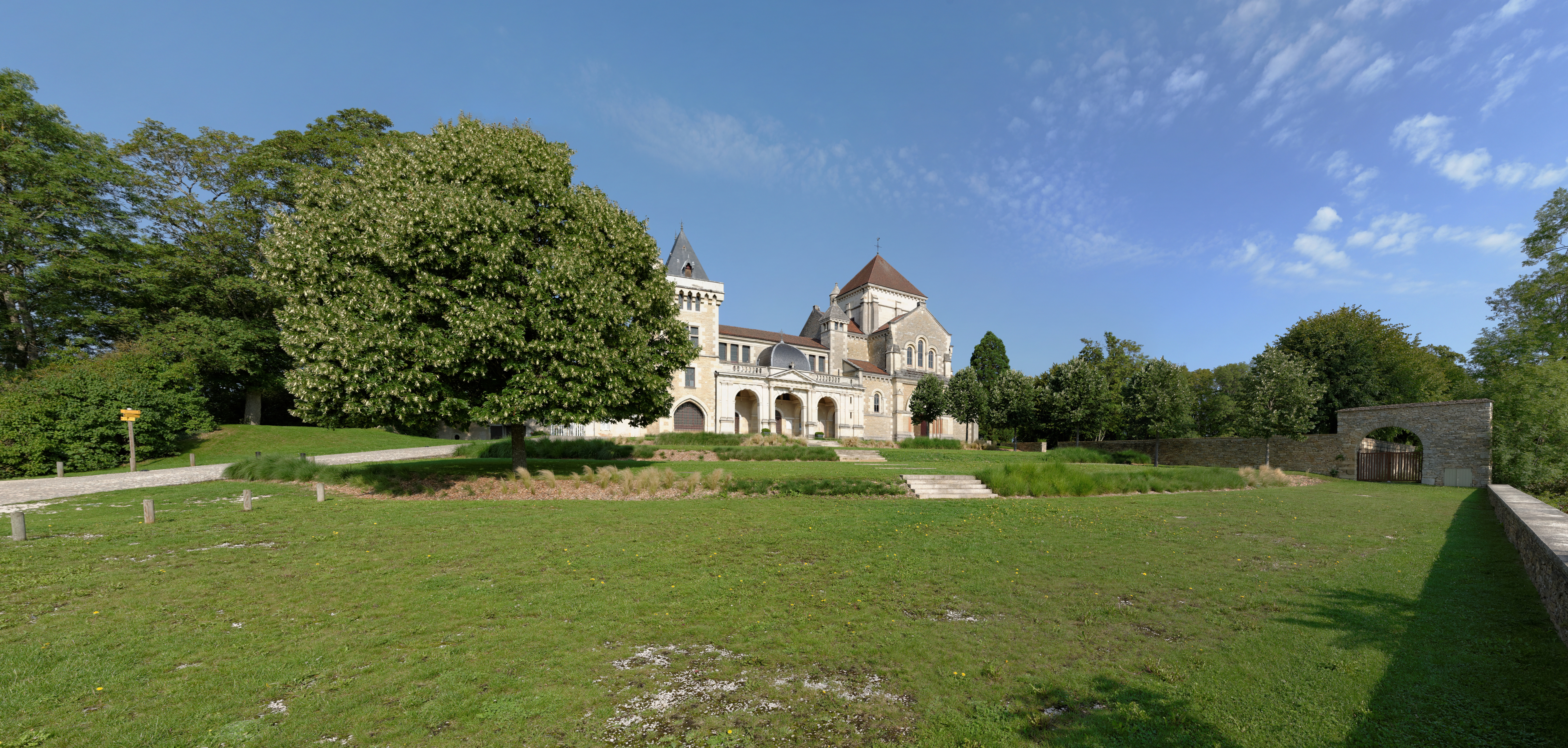
Esplanade.
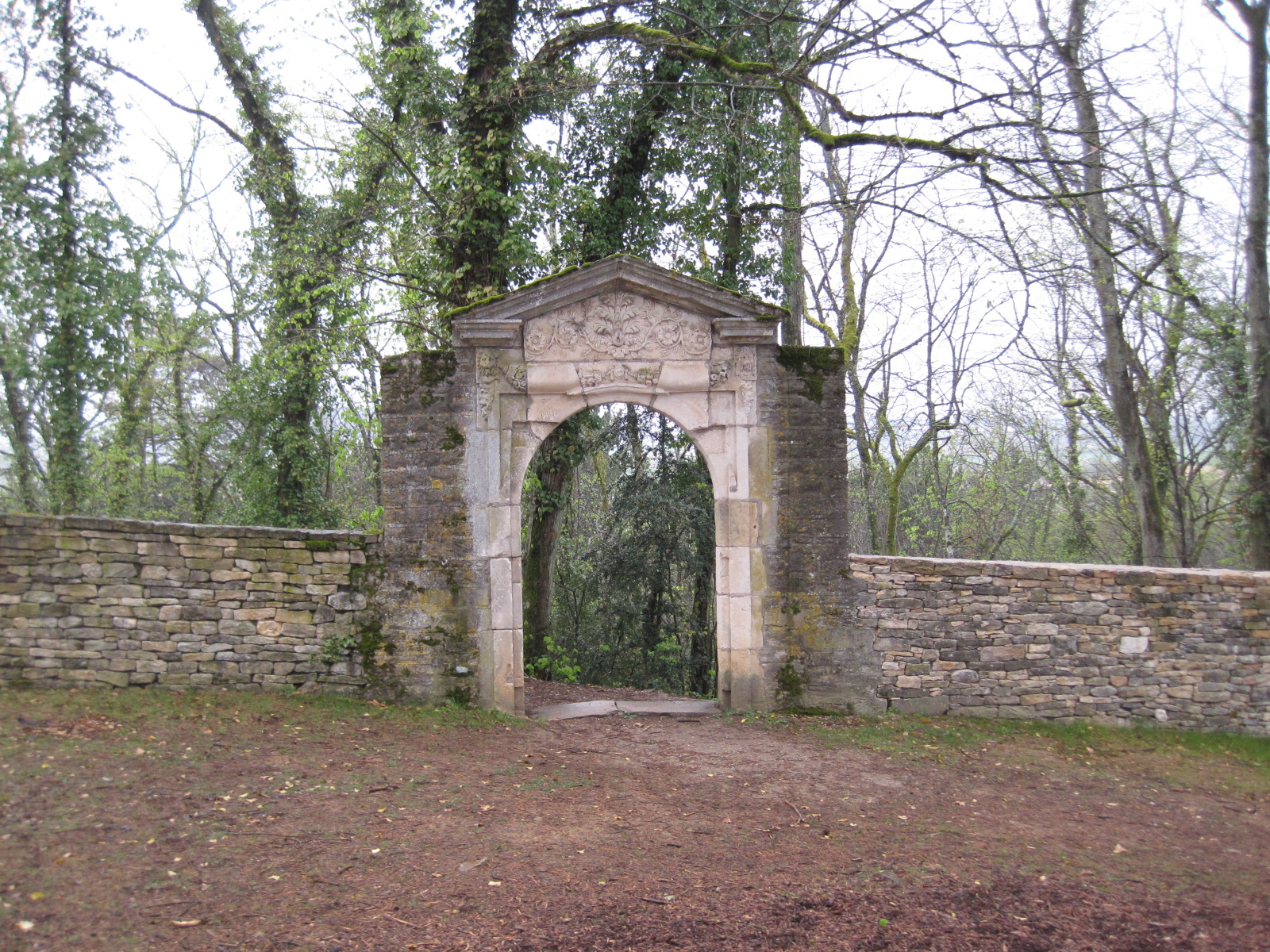